# Доње Видово
Доње Видово је насеље у Србији у општини Параћин у Поморавском округу. Према попису из 2022. било је 1357 становника.
Овде се налазе следећи записи: Запис Симоновића храст - стари (Доње Видово), Запис орах код цркве Светог Архангела (Доње Видово), Запис липа код цркве Свете Великомученице Марине (Доње Видово), Запис Милошевића орах (Доње Видово), Запис дуд - бивши (Доње Видово), Запис Симоновића храст (Доње Видово), Запис Урошевића брест (Доње Видово).
Црква је освећена 30. јула 1939, подигли су је сами сељаци.

## Демографија
У насељу Доње Видово живи 1559 пунолетних становника, а просечна старост становништва износи 42,3 година (40,7 код мушкараца и 44,1 код жена). У насељу има 510 домаћинстава, а просечан број чланова по домаћинству је 3,79.
Ово насеље је великим делом насељено Србима (према попису из 2002. године), а у последња три пописа, примећен је пад у броју становника.
|  |

| Демографија | Демографија | Демографија |
| Година      | Становника  | Становника  |
| ----------- | ----------- | ----------- |
| 1948.       | 2.430       |             |
| 1953.       | 2.564       |             |
| 1961.       | 2.500       |             |
| 1971.       | 2.353       |             |
| 1981.       | 2.396       |             |
| 1991.       | 2.318       | 2.078       |
| 2002.       | 1.932       | 2.283       |

| Етнички састав према попису из 2002.‍ | Етнички састав према попису из 2002.‍ | Етнички састав према попису из 2002.‍ | Етнички састав према попису из 2002.‍ | Етнички састав према попису из 2002.‍ |
| ------------------------------------ | ------------------------------------ | ------------------------------------ | ------------------------------------ | ------------------------------------ |
|                                      |                                      |                                      |                                      |                                      |
| Срби                                 | Срби                                 |                                      | 1.914                                | 99,06%                               |
| Роми                                 | Роми                                 |                                      | 3                                    | 0,15%                                |
| Црногорци                            | Црногорци                            |                                      | 2                                    | 0,10%                                |
| Муслимани                            | Муслимани                            |                                      | 1                                    | 0,05%                                |
| Македонци                            | Македонци                            |                                      | 1                                    | 0,05%                                |
| Бугари                               | Бугари                               |                                      | 1                                    | 0,05%                                |
| непознато                            | непознато                            |                                      | 10                                   | 0,51%                                |

| Година пописа     | 1948. | 1953. | 1961. | 1971. | 1981. | 1991. | 2002. |
| ----------------- | ----- | ----- | ----- | ----- | ----- | ----- | ----- |
| Број домаћинстава | 460   | 513   | 531   | 524   | 564   | 542   | 510   |

| Број чланова      | 1  | 2   | 3  | 4  | 5  | 6  | 7  | 8  | 9 | 10 и више | Просек |
| ----------------- | -- | --- | -- | -- | -- | -- | -- | -- | - | --------- | ------ |
| Број домаћинстава | 52 | 108 | 74 | 94 | 92 | 50 | 23 | 11 | 4 | 2         | 3,79   |

| Пол    | Укупно | Неожењен/Неудата | Ожењен/Удата | Удовац/Удовица | Разведен/Разведена | Непознато |
| ------ | ------ | ---------------- | ------------ | -------------- | ------------------ | --------- |
| Мушки  | 807    | 176              | 557          | 55             | 17                 | 2         |
| Женски | 829    | 111              | 552          | 137            | 22                 | 7         |
| УКУПНО | 1.636  | 287              | 1.109        | 192            | 39                 | 9         |

| Пол    | Укупно                    | Пољопривреда, лов и шумарство | Рибарство                            | Вађење руде и камена | Прерађивачка индустрија       |
| ------ | ------------------------- | ----------------------------- | ------------------------------------ | -------------------- | ----------------------------- |
| Мушки  | 377                       | 118                           | 0                                    | 0                    | 163                           |
| Женски | 185                       | 83                            | 0                                    | 0                    | 45                            |
| УКУПНО | 562                       | 201                           | 0                                    | 0                    | 208                           |
| Пол    | Производња и снабдевање   | Грађевинарство                | Трговина                             | Хотели и ресторани   | Саобраћај, складиштење и везе |
| Мушки  | 2                         | 18                            | 15                                   | 5                    | 20                            |
| Женски | 0                         | 0                             | 18                                   | 2                    | 1                             |
| УКУПНО | 2                         | 18                            | 33                                   | 7                    | 21                            |
| Пол    | Финансијско посредовање   | Некретнине                    | Државна управа и одбрана             | Образовање           | Здравствени и социјални рад   |
| Мушки  | 1                         | 2                             | 9                                    | 9                    | 4                             |
| Женски | 0                         | 1                             | 2                                    | 12                   | 11                            |
| УКУПНО | 1                         | 3                             | 11                                   | 21                   | 15                            |
| Пол    | Остале услужне активности | Приватна домаћинства          | Екстериторијалне организације и тела | Непознато            | Непознато                     |
| Мушки  | 7                         | 0                             | 0                                    | 4                    | 4                             |
| Женски | 4                         | 0                             | 0                                    | 6                    | 6                             |
| УКУПНО | 11                        | 0                             | 0                                    | 10                   | 10                            |